# مقاطعة ألين (كنتاكي)
مقاطعة ألين (بالإنجليزية: Allen County)‏ هي إحدى المقاطعات في ولاية كنتاكي في الولايات المتحدة الأمريكية.

## أعلام
- تشارلز نابير